# Yoram Gross
Yoram Jerzy Gross (Cracovia, 18 de octubre de 1926-Sídney, 21 de septiembre de 2015) fue un productor de entretenimiento para niños y familias. Aclamado internacionalmente por sus películas y series de televisión, Gross estableció una reputación mundial por la adaptación de personajes infantiles de libros y películas a la animación que se ganó el corazón de niños y adultos de todo el mundo. Su compañía es principalmente conocida por producir las películas Blinky Bill: The Mischievous Koala y Dot and the Kangaroo.
Gross usó sus películas para transmitir lealtad, resolución pacífica y el bien venciendo al mal. "Si miras mis películas con atención", dijo, "verás la historia de mi vida".

## Primeros años y carrera
Gross, hijo de Sarah y Jacob, nació en Cracovia, Polonia, en una familia judía con tres hijos. Durante el Holocausto, su padre desapareció cuando tenía 12 años y fue asesinado por ucranianos. Después de recibir la orden de evacuar al gueto de Cracovia, la familia decidió huir de la ciudad y llegó en tren a Varsovia con documentos falsificados, llegando a trabajar en un orfanato. Su madre fue enviada a Auschwitz y al Campo de concentración de Ravensbrück y sobreviviendo al Holocausto. Tras la guerra regresó a Cracovia y se reunió con sus hijos. En 1944, a la edad de 18 años, Yoram Gross y sus padres estuvieron en la conocida lista de Oskar Schindler por un corto tiempo, pero decidieron arriesgarse y escapar de Polonia, encontrando  refugio en no menos de 72 escondites. Su historia familiar apareció en La lista de Schindler de Steven Spielberg.

## Estudios en Polonia
Gross estudió música y musicología en la Universidad de Cracovia. Inició su carrera en la industria cinematográfica en 1947 en Cracovia, cuando a los 20 años se convirtió en uno de los primeros alumnos de Jerzy Toeplitz, futuro fundador del Instituto de Cine Polaco, así como el Instituto de Cine de Suiza y creó, por invitación del Gobierno Federal, la Escuela de Cine y Televisión de Australia, comenzando su carrera como asistente de los directores polacos Eugeniusz Cenkalski y Leonard Buczkowski, además de director holandés Joris Ivens. Estudió escritura de guiones con Carl Foreman.

## Carrera en Israel
En 1950, Gross realizó su aliá a Israel desde Polonia, donde trabajó como camarógrafo de noticieros y documentales. Tras su alistamiento se desempeñó como fotógrafo en la unidad de cine de las Fuerzas de Defensa de Israel, donde tuvo la oportunidad de trabajar en una instalación de animación de la unidad. Más tarde compró una vieja cámara y en su habitación, alquilada en un ático en Givatayim, construyó un estudio de animación creado por él.
En condiciones primitivas, en un "estudio" con techos con goteras, comenzó a trabajar en películas experimentales animadas  con materiales simples: una película cuyos protagonistas eran tres fósforos, o una historia hecha completamente de recortes de periódico. El mismo interpretó la música para las películas con una armónica y llamó a este cortometraje "שירים ללא מילים" ("Canciones sin palabras").
Aconsejado por sus amigos, Yoram Gross envió sus películas al Primer Festival Internacional de Películas Experimentales de 1958 en Bruselas, encabezado por Norman McLaren, el genio de la animación. Sorprendentemente, "Canciones sin palabras" conquistó el tercer lugar en la competencia, un logro extraordinario para Yoram Gross e inesperado para el cine israelí.
Continuó con el mismo estilo y realizó en 1959 "הבה נגילה" ("Hava Naguila"), una boda judía con maniquíes hechos de papel de aluminio por Moshe Edri; "לעולם לא נדעך" ("Nunca lo sabremos") con velas de cera; "קשקשת" ("Garabatos"), una pintura abstracta sobre el cuerpo de una película a colores, y más. En poco tiempo, Yoram se convirtió en el productor de películas comerciales animadas, uno de las más populares de Israel.
Durante una constante guerra existencial, planeó una película animada de larga duración, "Jose el soñador". La película fue producida a finales de 1962, una película bíblica de un director independiente, un joven productor, que se hizo famoso por sus películas animadas, películas con marionetas y películas comerciales. En las condiciones más primitivas, en un almacén urbano en Bat Yam, Yoram fotografió "Jose el soñador", la historia de José y sus hermanos, basada enteramente en el libro "Éxodo", incluyendo los textos y diálogos que acompañan la trama. Los muñecos fueron diseñados por John Bale y fueron diseñados de caucho con médula espinal flexible de metil-cobre, lo que permite el cambio de formas y movimiento. Fotograma tras fotograma, a pesar de las dificultades técnicas y los constantes problemas financieros, crearon durante dos años una obra artística en colores, que sorprendió a los críticos de cine, tanto israelíes como extranjeros. La mayoría de ellos enfatizaron la ventaja de la película bíblica de marionetas sobre los intentos de los directores estadounidenses de dar a las historias bíblicas una forma material, realista y artificial con actores y diálogos. En particular, Gross logró la descripción artística de los muchos sueños que aparecen en la historia. La prensa israelí recibió la película con simpatía y calidez después del estreno festivo en Jerusalén en febrero de 1963 con la presencia del presidente israelí Itzjak Ben-Zvi.
Luego se convirtió en productor y director de cine independiente y comenzó a ganar premios en festivales de cine internacionales. Su largometraje Joseph the Dreamer (1962), una historia bíblica, recibió premios especiales en muchos países. Su película experimental Chansons Sans Paroles (1958) fue seleccionada por críticos de cine internacionales como "la película más interesante de 1959". Otra comedia, One Pound Only (1964), estableció el récord de taquilla del año. Gross ganó más de 80 premios internacionales por sus diversas películas.

## Carrera en Australia
En 1967, Gross, su esposa Sandra y su joven familia emigraron a Australia y vivieron en Sídney. Crearon Yoram Gross Film Studio, inicialmente trabajando desde casa. Gross continuó haciendo películas experimentales y ganando premios. Originalmente produjo clips de películas para el popular programa musical semanal de televisión Bandstand para artistas como John Farnham. En el Festival de Cine de Sídney de 1970, recibió el segundo premio por Los Políticos en la categoría de mejor película hecha en Australia, y en los Premios del Cine Australiano de 1971, su película To Nefertiti ganó el premio de bronce.

### Animación y series de televisión
Desde 1977, Gross dedicó sus energías a la realización de películas y series animadas, pero continuó su interés por las películas experimentales con premios para ayudar a los jóvenes cineastas. Creía que debía continuar la tradición de la que tanto se benefició en los primeros días de su carrera y estableció, entre otros premios anuales, el Premio Yoram Gross a la Mejor Película de Animación en el Festival de Cine de Sídney y el Premio Yoram Gross a la Mejor Animación en el Festival Internacional de Cine de Flickerfest.
Gross escribió un libro sobre la realización de películas animadas titulado The First Animated Step (1975) y produjo una película con el mismo título.

### Series Dot
El primer largometraje de animación producido por Yoram Gross Film Studio, llamado Dot and the Kangaroo (1977), utilizó una técnica especial de imágenes aéreas de dibujos sobre fondos de acción en vivo. La película se basó en un éxito de ventas clásico australiano de Ethel Pedley, y fue descrita por el crítico de cine de ABC John Hinde como un "brillante éxito técnico y la mejor película de dibujos animados originada en Australia". Ganó el premio a la Mejor Película para Niños en Teherán y también ganó un Premio Sammy a la Mejor Película de Animación en los Premios de Televisión del Instituto Australiano de Cine de 1978.
Posteriormente, Gross produjo, dirigió y guionó un total de dieciséis largometrajes para niños. Ocho de estas películas continúan las aventuras de Dot de la película original Dot and the Kangaroo. Dot and the Bunny (1984) fue el ganador de la Mejor Película de Animación de 1983 en el 28° Festival de Cine de Asia Pacífico, y Dot and Keeto (1985) ganaron el premio Red Ribbon en el Festival de Cine y Vídeo de Estados Unidos de 1986.
Para coordinar el estreno de sus películas, Gross también publicó libros basados en las películas Dot and the Kangaroo, The Little Convict y Save the Lady.

### Magic Riddle
La película animada de 1991 de Gross, The Magic Riddle tenía un estilo más internacional que sus anteriores películas para niños realizadas en Australia. Se basó en una historia original que se le ocurrió y es una mezcla de cuentos de hadas de Hans Christian Andersen, los hermanos Grimm y otros.

### Blinky Bill
En 1992 llegó el lanzamiento de Blinky Bill: The Mischievous Koala, basado en el clásico infantil australiano de Dorothy Wall. Esta película presentó al popular koala australiano presentando a Blinky Bill a una audiencia internacional. Blinky Bill generó uno de los programas de comercialización más exitosos de Australia, generando millones de dólares en ingresos.
En 1993, Yoram Gross Film Studio se diversificó para realizar series animadas para televisión. Los dos primeros de la serie de Blinky Bill, The Adventures of Blinky Bill y Blinky Bill's Extraordinary Excursion, totalizaron 52 episodios de media hora y lograron un éxito internacional significativo, especialmente en Europa.
Siguiendo a Blinky Bill, Gross coprodujo la serie Tabaluga (26 medias horas) con EM.TV & Merchandising AG, que en 1998 se convirtió rápidamente en el programa infantil de mayor audiencia en Alemania. Una serie animada que adapta al canguro más conocido de Australia, Skippy, se completó en 1998, tras lo cual el estudio comenzó la animación de Flipper y Lopaka. Ambas series comprenden 26 episodios de media hora.

## Final de su carrera
En la Lista de Honores del Día de Australia de 1995, Gross fue nombrado Miembro de la Orden de Australia por sus servicios a la industria cinematográfica australiana, particularmente en técnicas de animación.
En marzo de 1999, EM.TV adquirió de Village Roadshow Limited, una participación del 50% en Yoram Gross Film Studio. Así, se creó Yoram Gross-EM.TV Pty Ltd. Esta nueva asociación marcó la transición de YGEM de una empresa familiar a un actor fuerte en el escenario mundial. EM.TV e YGEM se comprometieron a producir 10 nuevas series durante los próximos 5 años.
El nuevo milenio consolidó la posición de Gross y EM.TV como el negocio de entretenimiento familiar número uno en Australia y proveedor de contenido infantil de calidad para el mundo. El estudio completó una segunda serie de Tabaluga y Flipper y Lopaka, así como una nueva serie, Old Tom.
Seven Network programó un bloque de televisión dedicado producido por Yoram Gross, un cumplimiento de su compromiso con el drama de calidad de pantalla 'C clasificado' para los niños de Australia. Gross y EM.TV también lanzaron Junior en Alemania.
La autobiografía de Gross, My Animated Life fue lanzada en abril de 2011.  Murió en Sídney a la edad de 88 años el 21 de septiembre de 2015.

## Honores y reconocimientos
Gross fue galardonado con más de 80 premios internacionales por sus diversas películas. Fue honrado en el Día del Honor de Australia en 1995 como miembro de la Orden de Australia por sus servicios a la industria cinematográfica australiana, particularmente en técnicas de animación.
Gross celebró su 60 aniversario en la industria cinematográfica en mayo de 2007. Para celebrar el hito, la Oficina de Cine y Televisión de Nueva Gales del Sur lo honró con una proyección especial retrospectiva con los aspectos más destacados de su carrera, incluida la proyección del último proyecto de Gross, Otoño en Cracovia, un conmovedor cortometraje sobre su ciudad natal, Cracovia, basado en la poesía de su difunto hermano Nathan.
En 2011 fue galardonado con la Cruz del Comendador con la Estrella de la Orden del Mérito de la República de Polonia y la Medalla al Mérito Cultural «Gloria Artis».
Para los usuarios de Australia, Grecia, Alemania e Israel, se hizo un Doodle de Google para lo que habría sido su cumpleaños número 95 para celebrar su vida y obras.

## Muerte
Gross falleció en Sídney a la edad de 88 años el 21 de septiembre de 2015.

## Filmografía

### Largometrajes
- Joseph the Dreamer (1962)
- One Pound Only (1964)
- Dot and the Kangaroo (1977)
- The Little Convict (1979)
- Around the World with Dot [also known as Dot and Santa Claus] (1981)
- The Seventh Match [also known as Sarah] (1982)
- Dot and the Bunny (1983)
- The Camel Boy (1984)
- Epic (1984)
- Dot and the Koala (1985)
- Dot and Keeto (1986)
- Dot and the Whale (1986)
- Dot and the Smugglers [also known as Dot and the Bunyip] (1987)
- Dot Goes to Hollywood (1987)
- The Magic Riddle (1991)
- Blinky Bill: The Mischievous Koala (1992)
- Dot in Space (1994)
- Skippy Saves Bushtown (1999)
- Tabaluga and Leo (2005)
- Blinky Bill's White Christmas (2005)
- Flipper and Lopaka: The Feature (2006)
- Gumnutz: A Juicy Tale (2007)
- Santa's Apprentice (2010)
- Blinky Bill: The Movie (2015)

### Series de TV
- Bright Sparks (1989)
- The Adventures of Blinky Bill (1993-2004)
- Samuel and Nina (1996–1997)
- Tabaluga (1997–2004)
- Skippy: Adventures in Bushtown (1998)
- Old Tom (2001–2002)
- Fairy Tale Police Department (2001–2002)
- Flipper and Lopaka (1999–2004)
- Art Alive (2003–2005)
- Seaside Hotel (2003–2005)
- Deadly (2005)
- Staines Down Drains (2005)
- Bambaloo (2003–2007) (with The Jim Henson Company)
- Master Raindrop (2008)
- Legend of Enyo (2009–2010)
- Zigby (2009-2013)
- Zeke's Pad (2010)
- The Woodlies (2012)
- Vic the Viking (2013)

### Cortometrajes
- Chansons Sans Paroles (1958)
- Song Without Words (1958)
- Hava Nagila (1959)
- We Shall Never Die (1959)
- Bon Appetit (1969)
- Barry Crocker's Danny Boy (1970)
- Janice Slater's Call It What You May (1970)
- John Farnham's One (1970)
- The Politicians (1970)
- To Nefertiti (1971)
- Seasons (1972)
- Sun (1975)
- Professor Filutek (1999)
- The Naked Tree (2003)
- Autumn in Krakow (2007)
- Fuchsia Ballerinas (2007)
- Young Musicians (2007–2008)
- Don't Forget... (2010)
- Why... (2010)
- Forest Holocaust (2011)
- Sentenced To Death (2011)
- The Liar (2012)
- Kaddish (2013)
- Yemenite Fantasy